# Мемориал Давиде Фарделли (женский)
Мемориал Давиде Фарделли (итал. Memorial Davide Fardelli) — шоссейная однодневная велогонка, проходившая по территории Италии с 2005 по 2012 год.

## История

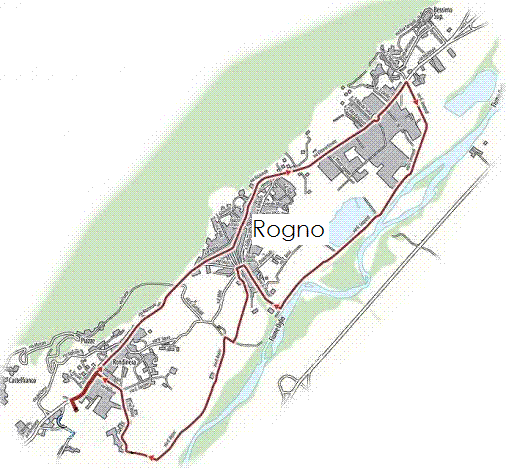
Маршрут круга на гонки

Гонка была создана в 2005 году в память о велогонщике-любителе Давиде Фарделли, погибшего в результате несчастного случая в 2004 году, его семьёй. Организатором выступала G.M.S. Associazione Sportiva Dilettantistica.
Первые два года проводилась в рамках национального календаря. В 2007 году вошла в Женский мировой шоссейный календарь UCI. В 2013 году была отменена и больше не проходила.
Гонка проводилась в формате индивидуальной гонки. Её маршрут был проложен в Роньо провинции Бергамо области Ломбардии. Трасса представляла собой круг длиною 8,35 км имевшим довольно плоский профиль с двумя очень короткими участками (~200 м) на которых градиент составлял 4% и 5%. Всего круг преодолевали 3 раза. Общая протяжённость дистанции составляла 23,6 км.
Рекордсменкой с тремя победами стала швейцарка Карин Тюриг. 

## Призёры
| Год  | Победитель          | Второй           | Третий          |
| ---- | ------------------- | ---------------- | --------------- |
| 2005 | Эдита Пучинскайте   | Омбретта Уголини | Ребекка Бертоло |
| 2006 | Светлана Бубненкова | Наталья Боярская | Анна Цуньо      |
| 2007 | Карин Тюриг         | Сара Кэрриган    | Элисон Пауэрз   |
| 2008 | Карин Тюриг         | Вики Уайтлоу     | Сюзанн Юнгског  |
| 2009 | Карин Тюриг         | Эмбер Небен      | Вики Уайтлоу    |
| 2010 | Эмбер Небен         | Вики Уайтлоу     | Ноэми Кантеле   |
| 2011 | Юдит Арндт          | Эмма Пули        | Эмбер Небен     |
| 2012 | Эдвиж Питель        | Мартина Риттер   | Паскаль Шнидер  |